# Боярское (Кировская область)
 Боярское  — деревня в Орловском районе Кировской области. Входит в состав Орловского сельского поселения.

## География
Расположена деревня у южной окраины райцентра города Орлова.

## История
Известна с 1678 года как деревня Зубаревская с 1 двором, в 1769 70 жителей, в 1802 16 дворов. В 1873 году здесь (Зубаревская или Боярская) дворов 24 и жителей 182, в 1905 33 и 176, в 1926 (Боярское или Зубаревская), в 1950 28 и 88, в 1989 26 жителей. С 2006 по 2011 год входил в состав Подгороднего сельского поселения.

## Население
Постоянное население составляло 29 человек (русские 100%) в 2002 году, 17 в 2010.